# Fußball-Weltmeisterschaft der Frauen 2015/Frankreich
Dieser Artikel behandelt die französische Fußballnationalmannschaft der Frauen bei der Weltmeisterschaft 2015 in Kanada. Dies war Frankreichs dritte WM-Teilnahme nach 2003 und 2011. Die WM diente den europäischen Mannschaften zudem als Qualifikation für das Fußballturnier bei den Olympischen Spielen 2016, bei dem Europa drei Startplätze zustehen.

## Qualifikation
| Pl. | Team       | Sp. | S  | U | N | Tore  | P. |
| --- | ---------- | --- | -- | - | - | ----- | -- |
| 1   | Frankreich | 10  | 10 | 0 | 0 | 54:03 | 30 |
| 2   | Österreich | 10  | 7  | 0 | 3 | 31:14 | 21 |
| 3   | Finnland   | 10  | 7  | 0 | 3 | 27:09 | 21 |
| 4   | Ungarn     | 10  | 4  | 0 | 6 | 20:25 | 12 |
| 5   | Kasachstan | 10  | 1  | 1 | 8 | 08:30 | 04 |
| 6   | Bulgarien  | 10  | 0  | 1 | 9 | 03:62 | 01 |

Die Französinnen erzielten in der europäischen Qualifikationsgruppe 7 folgende Resultate:
Kasachstan – Frankreich 0:4 und 0:7
Österreich – Frankreich 1:3 und 1:3
Bulgarien – Frankreich 0:10 und 0:14
Frankreich – Ungarn 4:0 und 4:0
Finnland – Frankreich 0:2 und 1:3
Trotz des vermeintlich deutlichen Vorsprunges der Bleues im Abschlussklassement hatten sie sich erst am vorletzten Spieltag endgültig qualifiziert, denn gegen Finnland – das bis dahin lediglich drei Punkte Rückstand aufwies – spielte Frankreich erst ganz zum Schluss, zunächst bei den Skandinavierinnen. Mit ihrem dortigen Sieg waren sie dann allerdings bereits vor dem Rückspiel nicht mehr einzuholen.
Frankreichs 54 Tore erzielten Gaëtane Thiney (13), Marie-Laure Delie (9), Eugénie Le Sommer (7), Wendie Renard (5), Camille Abily, Élise Bussaglia und Louisa Nécib (je 4), Élodie Thomis (3), Sabrina Delannoy, Amandine Henry, Laura Georges und Amel Majri (je 1); dazu kam ein Eigentor der Ungarin Angéla Smuczer.

## WM-Vorbereitung
Nachdem Frankreich bei seinen letzten Teilnahmen an den großen Turnieren zweimal nur Vierter geworden (WM 2011, Olympische Spiele 2012) und bei der Europameisterschaft 2013 sogar bereits im Viertelfinale ausgeschieden war, hatten der Landesverband und Trainer Philippe Bergeroo als Ziel für diese WM das Erreichen einer Podiumsplatzierung ausgegeben. Dazu sind die Bleues im Vorfeld möglichst häufig gegen andere besonders starke Frauschaften angetreten. Damit begannen sie bereits im Juni 2014, als sie sich auf dem amerikanischen Kontinent mit Brasilien (0:0) und den USA (0:1 und 2:2) maßen. Als nächste Gegner standen Deutschlands Frauen (Oktober 2014, 2:0-Auswärtserfolg) sowie Ende November vor heimischem Publikum Neuseeland (2:1-Sieg, überwiegend mit dem „zweiten Anzug“) und erneut Brasilien (2:0 vor über 11.000 Zuschauern im Stade Gerland) auf dem Programm. Im Februar 2015 kam es zu einem weiteren Kräftemessen mit den US-Frauen (2:0-Erfolg vor annähernd 16.000 Besuchern im Stade du Moustoir, das wie die WM-Stadien einen Kunstrasen hat), zwei Monate darauf mit WM-Ausrichter Kanada (1:0). Ein wenige Tage vor der WM-Gruppenauslosung vereinbartes Spiel gegen England hingegen wurde kurz vor Weihnachten 2014 in beidseitigem Interesse wieder abgesagt.
Außerdem haben die Französinnen im März 2015 darauf verzichtet, ihren Titel beim Zypern-Cup zu verteidigen, sondern für den stärker besetzten Algarve-Cup gemeldet, wo „der französische WM-Mitfavorit“ nach Siegen gegen die Gastgeberinnen (1:0), Dänemark (4:1) und Weltmeister Japan (3:1) das Finale gegen die USA mit 0:2 verlor – die erste Niederlage nach zehn gewonnenen Saisonpartien, aber die beste Platzierung bei bisher sechs Turnierteilnahmen. Dabei mussten die Bleues in Portugal verletzungsbedingt auf Louisa Nécib, Laura Georges, Amel Majri und die etatmäßige zweite Torfrau Céline Deville verzichten, was Bergeroo dazu nutzte, einige zusätzliche Spielerinnen unter Wettkampfbedingungen zu testen. Im Endspiel hat er zudem das übliche 4-4-2- auf ein 4-3-3-System umgestellt, mit Diani, Le Sommer und Thiney als echten Stürmerinnen. Zeitgleich bestritt auch der „zweite Anzug“, die Équipe de France A' , ein Turnier, den Istrien-Cup, den Frankreich nach einem abschließenden 1:2 gegen Österreich als Vierter beendete.
Trotz dieser bis dahin unbekannten Erfolgsserie gegen einige der stärksten Konkurrentinnen blieb den Spielerinnen bewusst, dass sie „nicht abheben“ dürfen (Camille Abily), weil dies „lediglich ein Test“ war (Eugénie Le Sommer). Die Bleues haben schließlich bislang noch nicht bestätigen können, dass sie in der Lage sind, solche Leistungen und Ergebnisse auch unter dem Druck eines Kontinentalturniers zu erbringen: „Wir haben noch nichts gewonnen“, aber der Spielverlauf gegen Japan habe gezeigt, dass man Einstellung und Fähigkeit entwickelt habe, ein solches Spiel noch zu drehen (Philippe Bergeroo). Im Land waren die Erwartungen aber hoch gesteckt; so überschrieb France Football unmittelbar vor der Turniereröffnung einen Artikel mit „Nur der Titel zählt“.
Nach zwei letzten Härtetests Ende Mai, erneut auf synthetischem Rasen, gegen Russland (2:1) und Schottland (1:0) war die französische Delegation neun Tage vor ihrem ersten Spiel in Kanada eingetroffen und hatte Quartier in Laval, einer Nachbarstadt Montréals, bezogen. Dort gewannen die Bleues noch ein Vorbereitungsmatch gegen eine Auswahl der Provinz Québec (9:0), in deren Reihen mit Émilie Fillion auch eine Spielerin mit Bundesliga-Erfahrung stand.

## Aufgebot
Ende April 2015 hatte Philippe Bergeroo eine erste differenzierte Kaderliste zusammengestellt, ähnlich, wie sein Kollege Didier Deschamps dies mit dem Kader der Männer für die WM 2014 gemacht hatte: 23 Frauen als „erste Wahl“, dazu sieben Ergänzungsspielerinnen (remplaçantes); Letztere hatten ebenfalls nahezu das gesamte Vorbereitungsprogramm absolviert. Fünf weitere Frauen, die einzelne Ausfälle kompensieren können, kamen hinzu. Das endgültige 23er-Aufgebot für Kanada musste der FIFA spätestens am 27. Mai 2015 übermittelt werden; es hatte folgendes Gesicht:
| Nr.                    | Name                 | Verein              | Geburtstag | Spiele (Tore) vor der WM (a)0 | WM 2015   | WM 2015   | WM 2015   | WM 2015      | WM 2015          | WM 2015     |
| Nr.                    | Name                 | Verein              | Geburtstag | Spiele (Tore) vor der WM (a)0 | Sp.       | Sp.- Min. | Tore      | Gelbe Karten | Gelb-Rote Karten | Rote Karten |
| Torfrauen              | Torfrauen            | Torfrauen           | Torfrauen  | Torfrauen                     | Torfrauen | Torfrauen | Torfrauen | Torfrauen    | Torfrauen        | Torfrauen   |
| ---------------------- | -------------------- | ------------------- | ---------- | ----------------------------- | --------- | --------- | --------- | ------------ | ---------------- | ----------- |
| 16                     | Sarah Bouhaddi       | Olympique Lyon      | 17.10.1986 | 094 0(0)                      | 5         | 480       |           |              |                  |             |
| 01                     | Céline Deville       | Juvisy FCF          | 24.01.1982 | 065 0(0)                      | 0         |           |           |              |                  |             |
| 21                     | Méline Gérard        | Olympique Lyon      | 30.05.1990 | 01 0(0)                       | 0         |           |           |              |                  |             |
| Abwehrspielerinnen     |                      |                     |            |                               |           |           |           |              |                  |             |
| 03                     | Laure Boulleau       | Paris Saint-Germain | 22.10.1986 | 058 0(0)                      | 4         | 348       |           |              |                  |             |
| 20                     | Annaïg Butel         | Juvisy FCF          | 15.02.1992 | 08 0(0)                       | 0         |           |           |              |                  |             |
| 05                     | Sabrina Delannoy (c) | Paris Saint-Germain | 18.05.1986 | 025 0(1)                      | 1         | 12        |           |              |                  |             |
| 04                     | Laura Georges        | Paris Saint-Germain | 20.08.1984 | 159 0(6)                      | 5         | 480       |           | 1            |                  |             |
| 08                     | Jessica Houara       | Paris Saint-Germain | 29.09.1987 | 033 0(1)                      | 5         | 480       |           |              |                  |             |
| 22                     | Amel Majri           | Olympique Lyon      | 25.01.1993 | 07 0(1)                       | 2         | 210       |           |              |                  |             |
| 19                     | Griedge Mbock Bathy  | EA Guingamp (d)     | 26.02.1995 | 09 0(0)                       | 0         |           |           |              |                  |             |
| 02                     | Wendie Renard        | Olympique Lyon      | 20.07.1990 | 066 (16)                      | 5         | 480       |           |              |                  |             |
| Mittelfeldspielerinnen |                      |                     |            |                               |           |           |           |              |                  |             |
| 10                     | Camille Abily        | Olympique Lyon      | 05.12.1984 | 146 (29)                      | 5         | 447       |           |              |                  |             |
| 15                     | Élise Bussaglia      | Olympique Lyon (e)  | 24.09.1985 | 144 (26)                      | 3         | 93        |           |              |                  |             |
| 07                     | Kenza Dali           | Paris Saint-Germain | 31.07.1991 | 012 0(2)                      | 2         | 96        |           |              |                  |             |
| 23                     | Kheira Hamraoui      | Paris Saint-Germain | 13.01.1990 | 017 0(0)                      | 2         | 32        |           | 1            |                  |             |
| 06                     | Amandine Henry       | Olympique Lyon      | 28.09.1989 | 040 0(3)                      | 5         | 417       | 1         |              |                  |             |
| 14                     | Louisa Nécib         | Olympique Lyon      | 23.01.1987 | 126 (32)                      | 4         | 360       | 1         |              |                  |             |
| 12                     | Élodie Thomis        | Olympique Lyon      | 13.08.1986 | 117 (31)                      | 4         | 320       | 1         |              |                  |             |
| Angreiferinnen         |                      |                     |            |                               |           |           |           |              |                  |             |
| 18                     | Marie-Laure Delie    | Paris Saint-Germain | 29.01.1988 | 086 (58)                      | 4         | 288       | 3         | 1            |                  |             |
| 13                     | Kadidiatou Diani     | Juvisy FCF          | 01.04.1995 | 06 0(1)                       | 1         | 6         |           |              |                  |             |
| 11                     | Claire Lavogez       | HSC Montpellier (d) | 18.06.1994 | 010 0(1)                      | 3         | 81        |           |              |                  |             |
| 09                     | Eugénie Le Sommer    | Olympique Lyon      | 18.05.1989 | 105 (44)                      | 5         | 397       | 3         |              |                  |             |
| 17                     | Gaëtane Thiney       | Juvisy FCF          | 28.10.1985 | 122 (55)                      | 5         | 253       |           |              |                  |             |
| Trainerstab            |                      |                     |            |                               |           |           |           |              |                  |             |
| Philippe Bergeroo      | Philippe Bergeroo    | Cheftrainer         | 13.01.1954 | 31                            |           |           |           |              |                  |             |
| Thierry Asseloos       | Thierry Asseloos     | Assistenzcoach      | 07.01.1967 |                               |           |           |           |              |                  |             |
| Albert Rust            | Albert Rust          | Torfrauentrainer    | 10.10.1953 |                               |           |           |           |              |                  |             |

Im Kader standen somit zehn Spielerinnen aus Lyon, sieben aus Paris, vier aus Juvisy und je eine aus Montpellier beziehungsweise Guingamp. Das Durchschnittsalter dieses Aufgebots lag am Tag des ersten französischen WM-Spiels bei 26,5 Jahren. Bergeroo verfügte über einen Kader mit großer internationaler Routine; im Mittel hatte jede der 23 Frauen gut 63 A-Länderspiele zu verzeichnen.
Über die größte Erfahrung bei Weltmeisterschaften verfügt Laura Georges, die als einzige sowohl 2003 als auch 2011 schon dabei war und dort in neun Spielen eingesetzt wurde. 2011 waren folgende weitere Frauen beteiligt: Abily, Bussaglia, Le Sommer, Nécib, Thiney, Thomis (jeweils sechs Einsätze), Delie (fünf), Deville, Renard (je drei) und Boulleau (zwei). Torerfolge bei den vorangegangenen WM-Endrunden hatten Delie, Thiney und Thomis (je zwei) sowie jeweils einmal Georges, Abily und Bussaglia zu verzeichnen, wobei diese ihre Treffer sämtlich 2011 erzielten. Die weiteren französischen WM-Torschützinnen waren Marinette Pichon (zwei, 2003) und Sonia Bompastor (2011).
Die sieben französischen Reservistinnen waren:
| Nr. | Name               | Verein          | Geburtstag | Länder- spiele (Tore) (a)0 |
| --- | ------------------ | --------------- | ---------- | -------------------------- |
| 29  | Amandine Guérin    | ASJ Soyaux      | 18.02.1993 | 00 0(0)                    |
| 26  | Charlotte Bilbault | ASJ Soyaux (f)  | 05.06.1990 | 01 0(0)                    |
| 30  | Julie Soyer        | Juvisy FCF      | 30.06.1985 | 09 0(0)                    |
| 27  | Marina Makanza (g) | HSC Montpellier | 01.07.1991 | 015 0(0)                   |
| 24  | Marion Torrent (h) | HSC Montpellier | 17.04.1992 | 00 0(0)                    |
| 25  | Viviane Asseyi     | HSC Montpellier | 20.11.1993 | 08 0(0)                    |
| 28  | Clarisse Le Bihan  | EA Guingamp     | 14.12.1994 | 01 0(0)                    |

## Endrundenspiele

### Gruppenspiele
| Pl. | Frauschaft | Sp. | S | U | N | T.  | P. |
| --- | ---------- | --- | - | - | - | --- | -- |
| 1   | Frankreich | 3   | 2 | 0 | 1 | 6:2 | 6  |
| 2   | England    | 3   | 2 | 0 | 1 | 4:3 | 6  |
| 3   | Kolumbien  | 3   | 1 | 1 | 1 | 4:3 | 4  |
| 4   | Mexiko     | 3   | 0 | 1 | 2 | 2:8 | 1  |

Der Weltranglisten-Vierte fand sich bei der Gruppenauslosung am 6. Dezember 2014 als einer von zwei europäischen Teilnehmern in Topf 1 und damit als Gruppenkopf wieder. Zugelost wurden den Französinnen in der Gruppe F England, Kolumbien und Mexiko. Gegen die beiden amerikanischen Frauschaften gab es bisher je ein Länderspiel (2011 ein 5:0 gegen Mexiko, 2012 beim olympischen Turnier ein 1:0 gegen Kolumbien); England hingegen gehört zu den häufigsten Gegnerinnen der Bleues, deren Bilanz auch hier positiv ist. Darunter war auch ein WM-Spiel, nämlich die Viertelfinalpartie 2011, in der Frankreich sich erst im Elfmeterschießen durchgesetzt hatte. Die Gruppenspiele wurden in Moncton und Ottawa ausgetragen.
9. Juni, Moncton Stadium: Frankreich – England 1:0 (1:0)
Aufstellung: Bouhaddi – Houara, Georges, Renard, Boulleau – Thomis (Dali, 71.), Henry, Abily, Nécib (Lavogez, 87.) – Le Sommer (Bussaglia, 80.), Thiney
Tor: 1:0 Le Sommer (29.)
Schiedsrichterin: Efthalia Mitsi (Griechenland)
Zuschauer: 11.686
Player of the Match: Le Sommer
13. Juni, Moncton Stadium: Frankreich – Kolumbien 0:2 (0:1)
Aufstellung: Bouhaddi – Houara, Georges, Renard, Boulleau – Dali (Delie, 77.), Bussaglia (Henry, 63.), Abily, Nécib (Lavogez, 63.) – Le Sommer, Thiney
Tore: 0:1 Andrade (19.), 0:2 Usme (90.+3)
Schiedsrichterin: Qin Liang (China)
Zuschauer: 13.138
17. Juni, Lansdowne Stadium: Frankreich – Mexiko 5:0 (4:0)
Aufstellung: Bouhaddi – Houara, Georges, Renard, Boulleau (Delannoy, 78.) – Thomis, Henry, Abily (Bussaglia, 70.), Majri – Le Sommer (Thiney, 63.), Delie
Tore: 1:0 Delie (1.), 2:0 Ruiz (9./ET), 3:0 Le Sommer (13.), 4:0 Le Sommer (36.), 5:0 Henry (80.)
Schiedsrichterin: Sachiko Yamagishi (Japan)
Zuschauer: 21.562
Player of the Match: Henry
Besonderes: Delies Treffer in der 35. Spielsekunde war das bisher zweitschnellste Tor bei einer Frauen-WM.
In der Gruppenphase waren sieben Spielerinnen stets in der Startelf aufgeboten worden, darunter die komplette Abwehrreihe nebst Torfrau. Nach der Niederlage gegen Kolumbien, von etlichen Kommentatoren als die erste große Überraschung dieses Turniers bezeichnet, verzichtete der Trainer gegen Mexiko auf Nécib, die er durch Majri ersetzte, sowie auf Dali gänzlich und brachte zudem Thiney erst in der zweiten Halbzeit. Insgesamt allerdings wich Bergeroo kaum von dem eingespielten Korsett der Elf ab: zehn Frauen kamen in sämtlichen drei Partien zum Einsatz und keine von diesen ausschließlich als Einwechselspielerin.

### Achtelfinale
21. Juni, Olympiastadion Montréal: Frankreich – Südkorea 3:0 (2:0)
Aufstellung: Bouhaddi – Houara, Georges, Renard, Boulleau – Thomis, Henry, Abily (Hamraoui, 77.), Nécib – Le Sommer (Thiney, 74.), Delie (Diani, 84.)
Tore: 1:0 Delie (4.), 2:0 Thomis (8.), 3:0 Delie (48.)
persönliche Strafen: Hamraoui (Gelb, 80.)
Schiedsrichterin: Salomé Di Iorio (Argentinien)
Zuschauer: 15.518
Player of the Match: Henry
Gegen Südkorea, den Zweitplatzierten der Gruppe E, hatten die Französinnen zuvor erst einmal gespielt, und das gleichfalls bei einem WM-Turnier (1:0-Sieg in der Vorrunde 2003). Laura Georges stand auch damals schon in Frankreichs Innenverteidigung.
Über das Spiel in Montréal urteilte der Kicker: „Gedankenschnell und immer einen Schritt schneller. Effektiv und dominant. Die französischen Frauen zeigten sich im Achtelfinale gegen Südkorea in einer enorm starken Verfassung.“ Dank dieses Erfolgs und des Verlaufes der anderen Achtelfinalspiele mit europäischer Beteiligung haben die Bleues sich auch für das olympische Frauenfußballturnier 2016 qualifiziert.

### Viertelfinale
26. Juni, Olympiastadion Montréal: Frankreich –  Deutschland 1:1 n. V. (1:1, 0:0), 4:5 i. E.
Aufstellung: Bouhaddi – Houara, Georges, Renard, Majri – Thomis (Lavogez, 69.), Henry, Abily, Nécib – Le Sommer (Thiney, 91.), Delie (Hamraoui, 101.)
Tore: 1:0 Nécib (64.), 1:1 Šašić (84., Handelfmeter)
Schützinnen im Elfmeterschießen: Thiney, Abily, Nécib, Renard (jeweils verwandelt), Lavogez (gehalten)
persönliche Strafen: Delie (Gelb, 55.), Georges (Gelb, 57.)
Schiedsrichterin: Carol Chenard (Kanada)
Zuschauer: 24.859
Dieses Aufeinandertreffen des Ersten gegen den Dritten der Weltrangliste galt Journalisten als „Endspiel im Viertelfinale“. Gegen Deutschland war die französische Bilanz mit acht Niederlagen aus 13 Begegnungen vor dieser WM negativ; auch bei der Weltmeisterschaft vor vier Jahren hatten die Deutschen sich im Gruppenspiel mit 4:2 durchgesetzt. Danach allerdings haben die Bleues gegen diesen Gegner nicht mehr verloren; es gab einen 2:0-Auswärtssieg 2014 sowie zwei Unentschieden (2012 in Deutschland 1:1 und 2013 in Frankreich 3:3).
Dass die über weite Strecken des Spiels technisch, taktisch und im Zweikampfverhalten dominierenden Französinnen dennoch vorzeitig ausschieden, wurde insbesondere darauf zurückgeführt, dass sie ihre hohe Überlegenheit nicht in Tore umzumünzen vermochten, und veranlasste etliche Kommentatoren zur Zitierung der berühmten Lineker-Feststellung „Und am Ende gewinnen immer die Deutschen“.
Obwohl die Französinnen das im Vorfeld ausgegebene Ziel, diesmal einen Podiumsplatz zu belegen, erneut verfehlt hatten, verlängerte der Verband Bergeroos Vertrag unmittelbar nach der Rückkehr aus Kanada bis 2017. FFF-Präsident Noël Le Graët begründete dies mit den sicht- und zählbaren Fortschritten des Teams sowie damit, dass es sich schließlich für die Olympischen Spiele qualifiziert habe.

## Auszeichnungen
Trotz des vergleichsweise frühzeitigen Ausscheidens ihrer Frauschaft wurde Amandine Henry von der FIFA nach Ende des Turniers als zweitbeste Feldspielerin hinter der amerikanischen Weltmeisterin Carli Lloyd mit dem Silbernen Ball ausgezeichnet. Außerdem erhielten die Bleues den FIFA Fairplay-Award für das fairste Team.
Der offizielle Abschlussbericht der FIFA benannte neben Henry mit Wendie Renard, Eugénie Le Sommer und Élodie Thomis drei weitere Französinnen für das 23-köpfige All-Star-Team dieses Turniers.

## Belege und Anmerkungen
1. ↑  zu den Regularien der Olympiaqualifikation vgl. den Artikel „Sechs europäische Teams für drei Tickets“ vom 20. Juni 2015 bei footofeminin.fr
2. 1 2  Obwohl Österreich insgesamt die schlechtere Tordifferenz gegenüber Finnland aufwies, platzierte es sich aufgrund der Ergebnisse im direkten Aufeinandertreffen (4:3 Treffer) vor jenem.
3. ↑  Zitat von kicker.de vom 9. März 2015
4. ↑  siehe das Fazit des Algarve-Cups „Die Bleues haben etwas ausprobiert“ vom 17. März 2015 bei footofeminin.fr
5. ↑  siehe das französische B-Aufgebot vom 3. März 2015 bei footofeminin.fr
6. ↑  siehe die Reaktionen der Spielerinnen vom 9. Februar 2015 nach dem USA-Spiel bei footofeminin.fr
7. ↑  Reaktionen von Trainer Bergeroo nach den Artikeln vom 11. Februar und vom 10. März 2015, beide bei footofeminin.fr
8. ↑  Artikel „La victoire, sinon rien“, France Football vom 3. Juni 2015, S. 48/49
9. ↑  nach dem Artikel „Freundschaftsspiel gegen die Québec-Auswahl an diesem Mittwoch“ vom 3. Juni 2015 bei footofeminin.fr
10. ↑  nach dem Artikel „Die Liste der 23 wird am 23. April bekanntgegeben“ vom 9. April 2015 bei footofeminin.fr
11. ↑  FIFA-Spielbericht Frankreich vs. England (Memento vom 10. Juni 2015 im Internet Archive)
12. ↑  FIFA-Spielbericht Frankreich vs. Kolumbien (Memento vom 16. Juni 2015 im Internet Archive)
13. ↑   FIFA-Spielbericht Frankreich vs. Mexiko (Memento vom 18. Juni 2015 im Internet Archive)
14. ↑  nach dem Bericht vom 17. Juni 2015 bei kicker.de
15. ↑  FIFA-Spielbericht Frankreich vs. Südkorea (Memento vom 22. Juni 2015 im Internet Archive)
16. ↑  siehe den Rückblick auf die damalige Partie bei footofeminin.fr
17. ↑  Zitat aus dem Artikel „Neid-Elf trifft auf starke Französinnen – Brasilien raus“ vom 22. Juni 2015 bei kicker.de
18. ↑  Meldung vom 23. Juni 2015 bei lequipe.fr
19. ↑   FIFA-Spielbericht Frankreich vs. Deutschland (Memento vom 29. Juni 2015 im Internet Archive)
20. ↑  So überschreibt beispielsweise die Printausgabe der Schleswig-Holstein-Zeitung vom 23. Juni 2015, S. 21, einen Vorschauartikel.
21. ↑  Spielbericht vom 27. Juni 2015 bei zeit.de
22. ↑  so beispielsweise die Überschrift der Spielanalyse vom 27. Juni 2015 bei footofeminin.fr
23. ↑  siehe die offizielle Verlautbarung zur Vertragsverlängerung vom 1. Juli 2015 bei fff.fr
24. ↑  Alle 2015er Auszeichnungen (Memento vom 6. Juli 2017 im Internet Archive) auf der Seite der FIFA
25. ↑  Der Bericht steht auf der FIFA-Seite (Memento vom 5. September 2015 im Internet Archive) für den Download bereit; das All-Star-Team findet sich darin auf S. 138.